# 小森雅仁
小森 雅仁（こもり まさひと、1985年2月15日 - ）は、愛知県出身のレコーディング・エンジニア。

## 来歴
愛知県出身。東京の専門学校に入学し、その後「株式会社バーディハウス」に入社、ABS RECORDINGSやBunkamura Studioで勤務し始める。当初から宇多田ヒカルなどのアーティストのアシスタントエンジニアとして活動していたが、その後フリーランスとなり、2016年には宇多田ヒカルのアルバム『Fantome』のボーカル・レコーディングに全面的に参加した。その後も米津玄師やOfficial髭男dism、藤井風などのレコーディング & ミキシング・エンジニアを務めている。

## 主な参加作品
| 年     | アーティスト     | 作品                     | クレジット               | 受賞 |
| ------ | ---------------- | ------------------------ | ------------------------ | --- |
| 2006年 | 宇多田ヒカル     | 『ULTRA BLUE』           | アシスタント             | 第21回日本ゴールドディスク大賞「ザ・ベスト10アルバム」 |
| 2008年 | 宇多田ヒカル     | 『HEART STATION』        | アシスタント             | 第1回CDショップ大賞「入賞」 第23回日本ゴールドディスク大賞「ザ・ベスト10アルバム」 |
| 2016年 | 宇多田ヒカル     | 「花束を君に」           | ボーカル・レコーディング | 第58回日本レコード大賞「優秀作品賞」 第31回ゴールドディスク大賞「ベスト5ソング・バイダウンロード」 第90回ドラマアカデミー賞「最優秀ドラマソング賞」 |
| 2016年 | 宇多田ヒカル     | 『Fantome』              | ボーカル・レコーディング | 第58回日本レコード大賞「最優秀アルバム賞」 第9回CDショップ大賞「大賞」 第31回ゴールドディスク大賞「ベスト5アルバム」 Billboard JAPAN Hot Album of the Year 2016 |
| 2017年 | あいみょん       | 「君はロックを聴かない」 | レコーディング           | FM Q LEAGUE AWARD 2017「年間大賞」 |
| 2017年 | 米津玄師         | 「打上花火」             | レコーディング ミックス  | 第32回日本ゴールドディスク大賞「ソングオブザイヤー・バイダウンロード」 SPACE SHOWER MUSIC AWARDS 2018「SONG OF THE YEAR」 |
| 2017年 | 米津玄師         | 『BOOTLEG』              | レコーディング ミックス  | 第60回日本レコード大賞「最優秀アルバム賞」 第10回CDショップ大賞「大賞」 |
| 2018年 | 米津玄師         | 「Lemon」                | レコーディング ミックス  | 第33回日本ゴールドディスク大賞「ソングオブザイヤー・バイダウンロード」 第96回ドラマアカデミー賞「最優秀ドラマソング賞」 東京ドラマアワード2018「主題歌賞」 SPACE SHOWER MUSIC AWARDS 2019「SONG OF THE YEAR」 Billboard JAPAN Hot 100 of the Year 2018 Billboard JAPAN Hot 100 of the Year 2019 |
| 2018年 | 小袋成彬         | 『分離派の夏』           | レコーディング ミックス  | 第11回CDショップ大賞「入賞」 |
| 2018年 | 宇多田ヒカル     | 「初恋」                 | ボーカル・レコーディング | 第33回ゴールドディスク大賞「ベスト5ソング・バイダウンロード」 |
| 2018年 | 宇多田ヒカル     | 『初恋』                 | ボーカル・レコーディング | MTV VMAJ 2018「Best Album of the Year」 第60回日本レコード大賞「優秀アルバム賞」 第11回CDショップ大賞「入賞」 第33回ゴールドディスク大賞「ベスト5アルバム」 第69回芸術選奨「大衆芸能部門新人賞」 第31回ミュージック・ペンクラブ音楽賞「ポピュラー部門最優秀作品賞」                             |
| 2018年 | Foorin           | 「パプリカ」             | レコーディング ミックス  | MTV VMAJ 2019「MTV Breakthrough Song」 第61回日本レコード大賞「レコード大賞」 |
| 2019年 | Official髭男dism | 「Pretender」            | レコーディング ミックス  | MTV VMAJ 2019「SONG OF THE YEAR」 第34回日本ゴールドディスク大賞「ベスト5ソング・バイダウンロード」 SPACE SHOWER MUSIC AWARDS 2020「SONG OF THE YEAR」 |
| 2019年 | 米津玄師         | 「馬と鹿」               | レコーディング ミックス  | 第102回ドラマアカデミー賞「最優秀ドラマソング賞」 第34回日本ゴールドディスク大賞「ソングオブザイヤー・バイダウンロード」 |
| 2019年 | Official髭男dism | 『Traveler』             | レコーディング ミックス  | 第12回CDショップ大賞「大賞＜赤＞」 |
| 2020年 | Official髭男dism | 「I LOVE...」            | ミックス                 | 第104回ドラマアカデミー賞「最優秀ドラマソング賞」 東京ドラマアワード 2020「主題歌賞」 |
| 2020年 | 藤井風           | 『HELP EVER HURT NEVER』 | レコーディング ミックス  | 第17回CDショップ大賞「大賞〈青〉」 |
| 2020年 | 米津玄師         | 「感電」                 | レコーディング ミックス  | 第105回ドラマアカデミー賞「最優秀ドラマソング賞」 SPACE SHOWER MUSIC AWARDS 2021「VIDEO OF THE YEAR」 |
| 2020年 | 米津玄師         | 『STRAY SHEEP』          | レコーディング ミックス  | Billboard JAPAN Hot Album of the Year 2020 第17回CDショップ大賞「大賞〈赤〉」 第71回芸術選奨「大衆芸能部門新人賞」 第35回日本ゴールドディスク大賞「アルバム・オブ・ザ・イヤー」 SPACE SHOWER MUSIC AWARD 2021「ALBUM OF THE YEAR」                                                              |
| 2021年 | Official髭男dism | 『Editorial』            | レコーディング ミックス  | MTV VMAJ 2021「最優秀アルバム賞」 |